# Agrioglypta malayana
Agrioglypta malayana is een vlinder uit de familie van de grasmotten (Crambidae), uit de onderfamilie van de Spilomelinae. De wetenschappelijke naam van deze soort is voor het eerst gepubliceerd in 1880 door Arthur Gardiner Butler.
De soort komt voor in Taiwan.